# الحب الحلال (مسلسل)
الحب الحلال مسلسل كويتي درامي عرض في رمضان 2015 

## نبذة عن المسلسل
دراما اجتماعية تسلط الضوء على العلاقات الأسرية بين الأزواج، من خلال مجموعة من القصص المتداخلة، كما يتعرض للتحديات التي تواجه الأسرة التي تحاول الحفاظ على الترابط والعلاقات الجيدة فيما بينها في ظل المتغيرات الحديثة والضغوط الاجتماعية والانفتاح على العالم من خلال وسائل التكنولوجيا الحديثة.

## طاقم العمل
- باسمة حمادة سلمى أم راشد
- سلمى سالم فاطمة
- عبد الله بوشهري عبد الله
- صمود الكندري صمود
- عبير أحمد نوره
- هبة الدري ريم
- حلا مها
- سارة إسماعيل الراشد بنت نورة - فرح
- أحمد شموه ولد نورة - أحمد
- شهاب حاجيه صالح
- إسماعيل الراشد أبو نورة
- محمد العجيمي أبو ريم
- علي محسن سعد
- غدير صفر زهرة
- أميرة النجدي شهد
- جاسر العياف مشعل
- فرح جمانه سكرتيرة عبد الله
- مشاري البلام راشد - ضيف شرف
- محمد الرمضان غانم - ضيف شرف
- عيسى ذياب محمد - ضيف شرف
- عبد الله بهمن إبراهيم - ضيف شرف
- سميرة عابد أم سعد - ضيفة شرف

## فريق العمل
| - عادل الجابري:مؤلف - سائد بشير الهواري:مخرج - محمد موسى العلمي:مخرج منفذ - عبد الله مشعل:مساعد مخرج | - شركة صباح بيكتشرز:موزع - جمال الدين مصطفى:إشراف عام - دعيج الخليفة الصباح:كلمات المقدمة - حسام يسري:ألحان وتوزيع المقدمة والموسيقى التصويرية | - هشام نور - مي أحمد:غناء - شركة صباح بيكتشرز:منتج - سبيكتروم بيكتشرز: منتج منفذ |